# Rophites clypealis
Rophites clypealis är en biart som beskrevs av Schwammberger 1976. Rophites clypealis ingår i släktet blomdyrkarbin, och familjen vägbin. Inga underarter finns listade i Catalogue of Life.